# 安乐公主 (西魏)
安乐公主（?—?），中国南北朝北魏公主。
安乐公主嫁给了乐浪郡人王弼。王弼父亲王盟是宇文肱夫人明德皇后王氏之兄，宇文泰的舅舅。王弼官至抚军将军、大都督、通直散骑常侍。